# Karlheinz Weißmann
Karlheinz Weißmann (* 13. Januar 1959 in Northeim) ist ein ehemaliger deutscher Gymnasiallehrer und promovierter Historiker. Er ist als Publizist und Buchautor tätig und betreibt als maßgebender Vordenker Geschichtspolitik der Neuen Rechten. Er war zusammen mit Götz Kubitschek Gründer und bis zum Bruch 2013 langjähriger Kopf des Instituts für Staatspolitik. Er ist seit Jahrzehnten Kolumnist der neurechten Wochenzeitung Junge Freiheit. Seit 2017 gibt er zusammen mit Andreas Lombard das Monatsmagazin Cato heraus.

## Ausbildung und Beruf
Weißmann studierte Evangelische Theologie, Pädagogik und Geschichte an der Georg-August-Universität Göttingen und der Technischen Universität Braunschweig. Er legte beide Staatsexamina ab und wurde 1989 bei Klaus Erich Pollmann am Historischen Seminar der TU Braunschweig mit der Dissertation Die Entwicklung der politischen Symbolik der deutschen Rechten zum Dr. phil. promoviert. In Göttingen und Braunschweig wurde er Mitglied der Hochschulgilden der Deutschen Gildenschaft. Als Gymnasiallehrer (Oberstudienrat) für evangelische Religion und Geschichte unterrichtete er von 1991 bis 2020 am Gymnasium Corvinianum in seiner Heimatstadt Northeim. Er ist Mitglied im Philologenverband Niedersachsen.

## Tätigkeiten
Weißmann publiziert seit Jahren in der Wochenzeitung Junge Freiheit (Kolumne „GegenAufklärung“). Bei der Edition Antaios war er Mitherausgeber der Reihe Perspektiven. Er gründete im Jahr 2000 mit Götz Kubitschek das Institut für Staatspolitik (IfS), dessen wissenschaftlicher Leiter er bis April 2014 war. Er war bis 2014 Mitherausgeber und von 2003 bis 2012 Redakteur in der Zeitschrift Sezession. Zuvor schrieb er für die neurechten Abonnentenmagazine Criticón und MUT (1987–1992). Sein Ausscheiden bei IfS und Sezession begründete er mit einem Dissens über „die Ausgestaltung der weiteren Arbeit“. Weißmann kritisierte, beim IfS und dessen Mitstreitern handele es sich nicht um politische Köpfe. Man verwechsle dort Literatur und Ästhetik mit Staatslehre; das sei fatal, wenn man zur Gestaltung kommen wolle.
Laut dem Informationsdienst gegen Rechtsextremismus trat Weißmann bei rechtskonservativen und rechtsextremen Organisationen auf. Darunter waren die Junge Landsmannschaft Ostpreußen, das Studienzentrum Weikersheim, die Deutsche Unitarier Religionsgemeinschaft, der Bismarckbund und die rechtsextreme Deutschland-Bewegung von Alfred Mechtersheimer.
Seit März 2018 ist Weißmann Mitglied im Kuratorium der AfD-nahen Desiderius-Erasmus-Stiftung und nach Interimsführung deren Vorsitzender.

## Positionen
Weißmann gilt in der Extremismusforschung als einflussreicher Hauptvertreter der deutschen Neuen Rechten. Als eine Art Programmschrift für diese politische Strömung gilt Weißmanns Buch Rückruf in die Geschichte von 1993. Uwe Backes, Alexander Gallus und Eckhard Jesse bezeichneten ihn 2015 als einen „Intellektuellen [mit] einer dezidiert nationalen Richtung“.
Weißmann bezeichnet sich als Schüler Armin Mohlers, über den er eine umfangreiche Biografie verfasste. Wie Mohler versucht Weißmann das Gedankengut von Ernst Jünger, Carl Schmitt, Arthur Moeller van den Bruck und anderen Vertretern der „Konservativen Revolution“ in der Weimarer Republik zu erneuern.
Zusammen mit Rainer Zitelmann und anderen vertritt Weißmann die Strategie einer „Kulturrevolution von Rechts“, um eine öffentlichkeitswirksame Hegemonie neurechter Ideen zu erreichen. Mit der Forderung einer „selbstbewußten Nation“ (Buchtitel) will er die Vergangenheitsbewältigung der NS-Zeit revidieren. Er stellt die Westbindung der Bundesrepublik Deutschland in Frage, um langfristig eine traditionelle deutsche Großmachtpolitik zu erneuern.
Für den Sozialwissenschaftler Gerhard Schäfer war Weißmann 1999 ein „überzeugter Antiliberaler, Antiwestler und Antifeminist“, der als „führender neurechter Theoretiker“ zwischen Konservatismus und Rechtsextremismus verkehre.
Weißmann verlangt ähnlich wie im Kulturpessimismus der 1920er Jahre einen „Kulturpatriotismus“, eine Rückbesinnung auf „preußische Werte“ gegenüber einer modernen „Dekadenz“, die gleichbedeutend mit einer seiner Ansicht nach mangelnden Pflege der eigenen Identität sei. Die historische Expansion des Islam sieht Weißmann durchgeführt von „Trägervölkern“ der Lehre Mohammeds, die er als Beduinenstämme „jüdischer und arabischer Herkunft“ bezeichnet, die „Beute machen“ und erobern wollten. Er fürchte jedoch, so Weißmann, weniger den Koran als einen „Volksaustausch“, die „Herrschaft von Nichtdeutschen über Deutsche“. Der Hauptgegner sei nicht der Islam, sondern die „individualistische, hedonistische westliche Form von Liberalismus“.
Weißmann propagiert das Konzept von Gegeneliten, die einen Elitenwechsel anstreben: „Es müssen sich […] ‚historische Minoritäten‘ bilden, die notfalls gegen erdrückende Mehrheiten ihre Position behaupten und[,] wenn der Fall […] eintritt, handlungsbereit sind.“
In der Jungen Freiheit schrieb er 2014: „Vielleicht sind die Demonstranten auf der brasilianischen Straße, die zum fünfzigsten Jahrestag des Militärputsches von 1964 eine neuerliche Intervention der Armee verlangten, weniger Nostalgiker als Avantgardisten.“ Der Journalist und Rechtsextremismusexperte Anton Maegerle sah in dieser Aussage „kaum verhohlene Sympathie für autoritäre Gesellschaftsmodelle“.
In einem Interview mit der Jungen Freiheit sagte Weißmann: „Uns geht es um geistigen Einfluß, nicht die intellektuelle Lufthoheit über Stammtische, sondern über Hörsäle und Seminarräume interessiert uns, es geht um Einfluß auf die Köpfe, und wenn die Köpfe auf den Schultern von Macht- und Mandatsträgern sitzen, um so besser.“
Ebenfalls in der JF empfahl Weißmann Gleichgesinnten, darauf zu achten, „sich in bestimmten Fragen bedeckt zu halten, so dass die eigentliche Auffassung nur ‚per exclusionem‘ fassbar wird […], durch Wahrnehmung dessen, was man nicht sagt“.
Laut Andreas Speit äußerte sich Weißmann 2018 kritisch zu Querfrontbestrebungen in der Neuen Rechten. So habe Weißmann etwa kritisiert, dass es in der Rechten eine merkwürdige Sympathie für die 68er-Bewegung gebe. Bei manchem Rechten gebe es „Tremolo in der Stimme, wenn es um Baader und Ensslin und Meinhof ging“. Dieser positive Bezug auf die linke Militanz sei einem „Minderwertigkeitskomplex“ in der Rechten geschuldet.
2018 äußerte Weißmann in der JF die Befürchtung, dass eine Beobachtung der AfD durch den Verfassungsschutz dazu führen könne, dass sich durch einen „Opferstatus der Kern“ der Partei fester zusammenschließen könne, die Partei jedoch „ihre Unterstützer aus dem Öffentlichen Dienst“ und den Zuspruch der „größeren und kleineren Unternehmer“ verlieren könne. Diese Personen würden dann das Feld für diejenigen räumen, „die schon immer etwas gegen ‚Abgrenzeritis‘ hatten, die Hardliner aus Überzeugung wie die Randexistenzen, die nichts zu verlieren haben“. Diese Leute würden dann „sich gegenseitig mit Weltuntergangs- oder Naherwartungsphantasien aufmuntern“. Das Projekt „AfD, eine Volkspartei neuen Typs“ wäre dann gescheitert. Im selben Artikel kritisierte Weißmann auch Kubitschek, mit dem er zerstritten ist, als „Mann aus Schnellroda“, der zum „Kreis der Einflüsterer“ gehöre.

## Rezeption
Der Chefredakteur der Jungen Freiheit Dieter Stein bezeichnete die von Weißmann geforderte neurechte Kulturrevolution durch „Besetzung von Feldern im vorpolitischen Raum“ und Schaffung einer „Subkultur“ 1996 als Aufgabe seiner Zeitung.
Weißmanns Programm einer Renationalisierung des deutschen Geschichtsbewusstseins beurteilen verschiedene Wissenschaftler als Geschichtsrevisionismus. Der Historiker Alexander Ruoff kritisierte vielfältige „relativierende Äußerungen“ Weißmanns über die NS-Zeit als „Trivialisierung des Holocaust“.
Als neuer Lektor des Propyläen-Verlags gab Rainer Zitelmann Karlheinz Weißmann 1993 anstelle des ursprünglich vorgesehenen Historikers Hans Mommsen den Auftrag, für das Reihenwerk Propyläen Geschichte Deutschlands die NS-Zeit zu behandeln. Weißmanns Buch Der Weg in den Abgrund, das 1995 erschien, kritisierten Rezensenten wie der Historiker Ulrich Herbert als Gefälligkeitsauftrag Zitelmanns und als inkompetente, rechtslastige, verharmlosende Darstellung der NS-Zeit. Historiker, die zuvor in derselben Buchreihe veröffentlicht hatten, distanzierten sich von Autor und Inhalt. Daraufhin zog der Verlag die Veröffentlichung zurück. Weißmann veröffentlichte das Buch 1997 erneut im Herbig-Verlag. Seine Berufung auf Martin Broszats Forderung nach einer Historisierung der NS-Zeit beurteilt Nicolas Berg als geschichtsrevisionistischen Missbrauch.
Laut Andreas Speit gingen wesentliche Akteure der Neuen Rechten ab 2018 auf Distanz zu Weißmann, nachdem dieser sich zuvor von Querfront-Tendenzen in der Neuen Rechten distanziert hatte. Philip Stein, der Leiter des Kampagnenprojekts „Ein Prozent“, habe etwa gesagt, dass Weißmann „nicht mehr als ein bürgerlicher Feigling“ sei, „der zu keinerlei Konsequenz bereit“ sei. Der im Umfeld des „Instituts für Staatspolitik“ aktive Publizist Benedikt Kaiser habe erklärt, dass Weißmann „überflüssig“ geworden sei.

## Schriften (Auswahl)
Autor
- Die Zeichen des Reiches. Symbole der Deutschen. MUT-Verlag, Asendorf 1989, ISBN 3-89182-037-2.
- Schwarze Fahnen, Runenzeichen. Die Entwicklung der politischen Symbolik der deutschen Rechten zwischen 1890 und 1945. Droste Verlag, Düsseldorf 1991, ISBN 3-7700-0937-1.
- Druiden, Goden, weise Frauen. Zurück zu Europas alten Göttern. Herder, Freiburg im Breisgau 1991, ISBN 3-451-04045-X.
- Rückruf in die Geschichte, Ullstein, Berlin/Frankfurt am Main 1992, ISBN 3-550-07514-6.
- Der Weg in den Abgrund. Deutschland unter Hitler von 1933–1945. Propyläen-Verlag, Berlin 1995, ISBN 3-549-05819-5.
- Der nationale Sozialismus. Herbig, München 1998, ISBN 3-7766-2056-0.
- Arnold Gehlen. Vordenker eines neuen Realismus. Edition Antaios, Bad Vilbel 2000, ISBN 3-935063-02-4.
- Alles was recht(s) ist. Ideen, Köpfe und Perspektiven der politischen Rechten. Ares-Verlag, Graz/Stuttgart 2000, ISBN 3-7020-0897-7.
- Nation? Edition Antaios, Bad Vilbel 2001, ISBN 3-935063-21-0.
- Die preußische Dimension. Ein Essay. Herbig Verlag, München 2001, ISBN 3-7766-2239-3.
- Mythen und Symbole. Edition Antaios, Dresden 2002, ISBN 3-935063-13-X.
- Männerbund. Edition Antaios, Schnellroda 2004, ISBN 3-935063-20-2.
- Die Besiegten. Die Deutschen in der Stunde des Zusammenbruchs. Edition Antaios, Schnellroda 2005, ISBN 3-935063-35-0.
- Das Hakenkreuz. Symbol eines Jahrhunderts. Edition Antaios, Schnellroda 2006.
- Deutsche Zeichen. Symbole des Reiches, Symbole der Nation. Edition Antaios, Schnellroda 2007.
- Das konservative Minimum. Edition Antaios, Schnellroda 2007, ISBN 978-3-935063-71-5.
- Faschismus. Eine Klarstellung. Edition Antaios, Schnellroda 2009, ISBN 978-3-935063-89-0.
- Kurze Geschichte der konservativen Intelligenz nach 1945. Institut für Staatspolitik, Schnellroda 2011, ISBN 978-3-939869-61-0.
- Armin Mohler. Eine politische Biographie. Edition Antaios, Schnellroda 2011.
- Gegenaufklärung. Gedankensplitter – Notate – Sentenzen. Junge Freiheit Verlag, Berlin 2013, ISBN 978-3-929886-41-2.
- 1914. Die Erfindung des häßlichen Deutschen. Junge Freiheit Verlag, Berlin 2014, ISBN 978-3-929886-45-0.
- Deutsche Geschichte für junge Leser. Junge Freiheit Verlag, Berlin 2015, ISBN 978-3-929886-48-1.[34]
- Edgar J. Jung: zur politischen Biographie eines konservativen Revolutionärs. Erträge 3, Förderstiftung Konservative Bildung und Forschung (FKBF), Berlin 2015, ISBN 978-3-9814310-4-9.
- Rubikon: Deutschland vor der Entscheidung. Junge Freiheit Verlag, Berlin 2016, ISBN 978-3-929886-57-3.
- Martin Luther: Prophet der Deutschen – für junge Leser. Junge Freiheit Verlag, Berlin 2017, ISBN 978-3-929886-64-1.
- Kulturbruch '68: Die linke Revolte und ihre Folgen. Junge Freiheit Verlag, Berlin 2017, ISBN 978-3-929886-67-2.
- 1919: Von der Revolution zum Friedensdiktat. Junge Freiheit Verlag, Berlin 2019, ISBN 978-3-929886-70-2.
- Wer ist rechts? Versuch einer Typologie. Junge Freiheit Verlag, Berlin 2020, ISBN 978-3-929886-77-1.
- Lexikon politischer Symbole. Junge Freiheit Verlag, Berlin 2022, ISBN 978-3-929886-81-8.
- Zwischen Reich und Republik: Geschichte der deutschen Nachkriegsrechten. Junge Freiheit Verlag, Berlin 2024, ISBN 978-3-929886-92-4.
- Rechts oder Links. Von der Notwendigkeit politischer Unterscheidung. Junge Freiheit Verlag, Berlin 2025, ISBN 978-3-929886-95-5.

Mitherausgeber:
- mit Rainer Zitelmann, Michael Großheim: Westbindung. Chancen und Risiken für Deutschland. Propyläen-Verlag, Frankfurt am Main/Berlin 1993, ISBN 3-549-05225-1.
- mit Ellen Kositza, Götz Kubitschek: Lauter dritte Wege. Armin Mohler zum Achtzigsten. Edition Antaios, Bad Vilbel 2000, ISBN 3-935063-00-8.
- Götz Kubitschek im Gespräch mit Karlheinz Weißmann: Unsere Zeit kommt. Edition Antaios, Schnellroda 2006, ISBN 3-935063-62-8.

Bearbeitungen
- Hellmut Diwald: Geschichte der Deutschen. (1987) Bechtle, Esslingen/München 1999, ISBN 3-7628-0556-3.
- Armin Mohler: Die Konservative Revolution in Deutschland 1918–1933. Ein Handbuch. (1949) Ares, Graz/Stuttgart 2005, ISBN 3-902475-02-1.